# Corrupteur
Le Corrupteur, ou Corruptor en version originale, est un personnage de fiction, super-vilain appartenant à l'univers de Marvel Comics. Il est apparu pour la première fois dans le comic book Nova no 4, en 1976.

## Biographie du personnage
Jackson Day était un ouvrier travaillant dans une usine pharmaceutique. Lors d'un incendie, il fut exposé à des produits chimiques psycho-actifs. Son corps fut tellement imprégné de toxines corrompues, que sa transformation fut irréversible.  Thor le sauva des flammes mais son corps avait déjà commencé à muter, un simple contact provoquant un accès de colère chez le Dieu du Tonnerre.
Il fut transféré au Manoir des Vengeurs pour suivre un traitement mais s'enfuit, abandonnant sa femme par la même occasion. Il devint par la suite le chef d'un réseau local de la pègre.
Il fomenta un plan visant à rendre Hulk fou de rage et ainsi attirer les Vengeurs dans un piège. Son stratagème échoua quand il perdit le contrôle de Hulk, qui le captura.
Il partit vivre au Japon mais fut arrêté par Feu du soleil, et transféré au Raft. Il s'en échappa, en même temps qu'une quarantaine de détenus, grâce à l'intrusion d'Electro.
Il est depuis au service de The Hood.

## Pouvoirs et capacités
- La peau du Corrupteur secrète une drogue psychoactive qui domine la volonté de ses victimes, les rendant totalement incontrôlables si le Corrupteur ne leur donne pas d'ordres. Cette période de corruption peut durer d'une demi-heure à 24 heures.

## Physique
- Taille 1,85 m, 102 kg
- Cheveux blancs, yeux rouge, peau bleu-foncé